# 劉宮人 (唐高宗)
后宫刘氏（?—?），名失考，為中國古代唐朝女性，唐高宗李治的后宫，高宗长子李忠之母。

## 生平
在贞观十七年（643年），刚刚成为太子的李治，就有了李忠这个儿子，并且在宫中设宴庆贺，李治之父唐太宗说：“朕初得此孙，欲共同乐”，竟快乐得跳起舞来。
此后，史书没有后宫刘氏更多的记载，她在高宗即位后，是否获得封号、具体封号，亦无记载。
高宗皇后王氏无子，她的舅父柳奭便建议她立李忠为太子，因为刘氏出身低贱，冀望李忠与王皇后亲近。于是李忠被立为太子。
及後唐高宗废王皇后立武后，李忠贬为梁王。

## 相關影視作品
- 電視劇

| 年份 | 劇名       | 演員   | 剧中姓名 | 劇中稱謂 |
| 1985 | 一代女皇   | 简丽芳 | 劉氏     | 劉妃     |
| 2014 | 武媚娘传奇 | 崔冰   | 劉氏     | 劉侍女   |